# Бонифаций Савойски
Вижте пояснителната страница за други личности с името Бонифаций.
Бонифаций Савойски (на италиански: Bonifacio di Savoia; * 1 декември 1244, Шамбери, Франция; † 7 юни 1263, Торино, Савойско графство) от Савойската династия, е 11-и граф на Савоя, граф на Аоста и на Мориен (1253 – 1263).

## Произход
Той е единственият син на граф Амадей IV Савойски (* 1197, † 1253) и на втората му съпруга Сибила дел Балцо/дьо Бо (* 1230, † 1275). Има три сестри:
- Беатрис (* 1250, † 1292), съпруга на Пиер дьо Шалон, господар на Шателбелен, и на Хуан Мануел, инфант на Кастилия
- Елеонора († сл. 1269), съпруга на Гишар д'Албон-Форез, господар на Божьо
- Констанца († пр. 1264)

Има и две полусестри от първия брак на баща си, от която Беатрис (* 1223, † 1259) е чрез бракове маркграфиня на Монферат и кралица на Сицилия.

## Биография

### Ранни години
Според традицията Бонифаций е роден на 1 декември 1244 г. в замъка Шамбери. Баща му го определя за свой наследник в завещанието си от 19 септември 1252, изменено на 28 май 1253 г. През тези първи години баща му се опитва да потуши въстанията, които вълнуват Пиемонт.

### Граф на Савоя
Губи баща си през 1253 г., и едва 9-годишен започва управлението си под опеката на майка си, графиня Сесил де Бо, и чичо си Томас II, господар на Пиемонт и граф на Фландрия.
Чичо му Томас II, защитава своите интереси по-специално по време на разделянето на наследството с другите си двама братя, чичовците Петър и Филип, за да избегне разчленяването на графството. Всеки от тях получава земя от Савойските държави като апанаж.
По време на Войната за наследство на Фландрия и на Ено графът на Савоя се включва в армиите на крал Луи IX на Франция, водени от граф Шарл I Анжуйски. Той е придружен от чичо си, бивш зет на графиня Маргарита II Фландърска. В края на тази намеса графинята е възстановена на трона.
Ако Савойските държави изпитват известно спокойствие, ситуацията от страна на Пиемонт остава трудна. Там чичо му продължава политиката на брат си, граф Амадей IV, особено срещу Асти, който се присъединява към антисавойската коалиция с Епископа на Торино и Маркиза на Монферат. Савойската армия е победена при Монтебруно през 1254 г. Томас II е пленен. На следващата година Петър Савойски води експедиция до земите на Асти и Торино, налагайки договор. Опитвайки се да получи подкрепата на кралете на Англия и Франция, Петър получава освобождаването на брат си Томас II през 1257 г. Река По става граница между Савойските държави и Комуна Асти.
През 1263 г. Бонифаций Савойски решава да отмъсти за чичо си Томас II, убит от триумфращата партия на гвелфите в Торино. Естествен съюзник на императора, Бонифаций начело на савойската армия и неговите васали, включително Маркиза на Салуцо и Жан дьо Бургон, пристигат в Пиемонт, побеждават анжуйските войски на Шарл I Анжуйски в битката при Риволи и поставя под обсада Торино. Въпреки това след няколко дни войските на Монферат и на Асти пристигат на помощ на обсадените. „Савойската хроника“ от XV век на де Жак Кабаре д'Орвил разказва събитието: „Като научиха новината, графът и маркизът се оттеглиха, за да обсъдят, но и двамата бяха млади и беше решено да се включат в битка, какъвто и да е резултатът. Те се направиха рицари, подредиха мъжете си в редица и зачакаха враговете си“. Граф Бонифаций и Маркизът на Салуцо са пленени. Абат Фрезе в своята Histoire de la maison de Savoie (1826) рисува условията на пленничеството на младия принц с известна доброжелателност: „Въпреки това, тъгата, причинена от поражението му, и още повече тъгата от липсата на щедри чувства у тези, които упражняваха властта в града, го доведоха до гроба в разцвета на възрастта. Ако е вярно, че е било използвано недостойно отношение, за да се изтръгне от него акт на отказ, постоянната твърдост на неговия отказ би допринесла още повече за красотата на неговия характер“.

### Смърт и унаследяване
18-годишният Бонифаций Савойски умира в плен в Торино. Женевският регест дава датата 7 юни 1263 г. Той е неженен и бездетен. Малко преди смъртта му чичовците му водят преговори, според историографа Пингон, за брак с Агнес Баварска, дъщеря на херцог Ото Баварски, който би трябвало да бъде сключен след превземането на Торино.
Медиевистът Лоран Рипар (2012) уточнява, че не се знае какво се е случило с тялото му. Традицията гласи, че тялото е било купено и донесено в катедралата „Сен Жан дьо Мориен“ в Сен Жан дьо Мориен в Савоя. Андре Палюел-Гийар посочва, че тялото е погребано в катедралата, но че е трябвало да бъде прехвърлено през XIX век в абатството Сен Мишел дьо ла Клюз (Сакра ди Сан Микеле).
Той носи прякора, според традицията, „Роланд“, във връзка с рицаря Роланд. Според Савойската хроника от 15 век той го получава заради качествата си: „Бонифаций, граф на Савоя, бе висок мъж, със здраво телосложение и много смел; силата му надвишаваше тази на всички мъже на неговото време и той бе получил прякора Роланд“. Историкът Самюел Гишенон от XVII век междувременно описва младия принц като „доблестен, щедър и с такава невероятна сила, че той бе наречен Роланд, което доведе до вярата, че като наследник на толкова много велики принцове той ще наследи тяхното добро състояние, както и тяхното имущество и тяхната добродетел, но Бог пожела противното“. Въпреки това, както отбеляза историкът на Савойската династия Жозеф Анри Коста дьо Борегар, „Не предполагаме какво би могло да му спечели прозвището, което историята му дават; животът му е бил само продължително малцинство“. Съвременните историци са по-строги от историографите: Фрезе (XIX век), въпреки че често е самодоволен в описанието си, описва Бонифаций като „стремителен“, Андре Палюел-Грийар като „млади и безразсъден“ и Бернард Демоц (2000) като „млад замаян, който завършва дните си преждевременно в зле организирана експедиция“.
Гишенон казва, че „неговият девиз доста добре приложен към позора, е бил лъв, преследващ заек, с тези думи, ni potior morior („Стигни до него или умри!"). Това мото е подобно на цитата, приписван на Чезаре Борджия: Aut Caesar, aut nihil („Или император, или нищо!").
Титлата „граф“ отива у чичо му Петър II Савойски, който се споменава за първи път като граф в акт от 16 юни 1263 г. Първото действие на новия граф е да призове своите барони и да сформира армия, способна да се бие срещу силите, които са победили неговия племенник Бонифаций. Той пресича Алпите, обсажда Торино и побеждава Монферат и Асти, наказва пиемонтските бунтовници, които са убили племенника му.

### Други
- Bonifaz, Graf von Savoyen (1253 – 1263), genealogie-mittelalter.de
- Marie José: Das Haus Sayoven, Stiftung Pro Castellione, 1994. DNB 946452989.
- I Marchesi di Monferrato: Bonifacio I
- Dinastia Casa Savoia Архив на оригинала от 2007-04-18 в Wayback Machine.